# USS Milius (DDG-69)

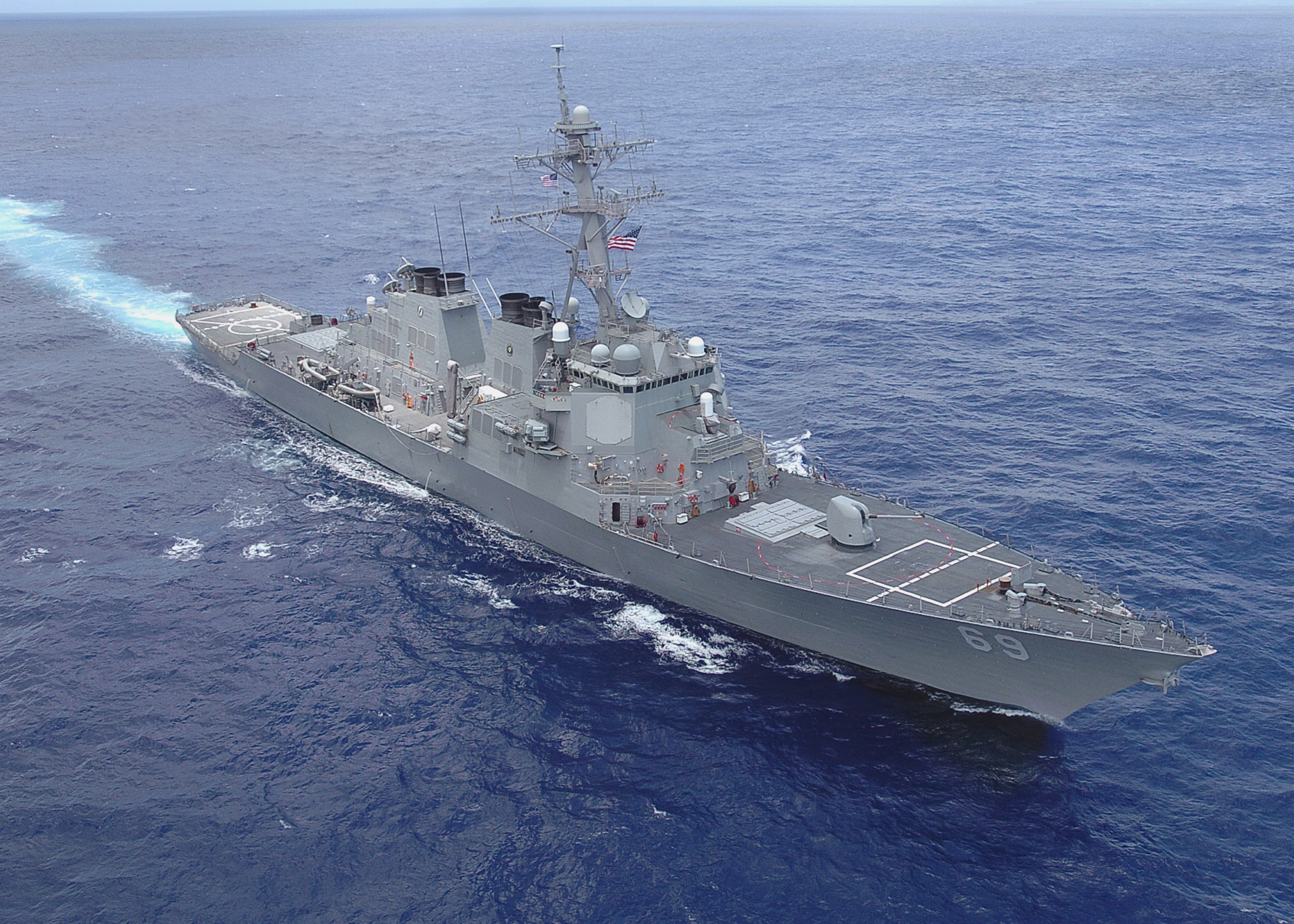
O USS Milius em 2007

O USS Milius é um destroyer da classe Arleigh Burke pertencente a Marinha de Guerra dos Estados Unidos.